# 千疋村 (岐阜県)
千疋村（せんびきむら）はかつて岐阜県山県郡に存在した村である。
現在の関市の南西部に該当する。
村の東から南にかけては長良川、西には武儀川が流れ、北部と東部は山に囲まれているため交通の便が悪く、陸の孤島ともいえる村であったという。現在は住宅団地（大平台など）が開発され、岐阜市のベッドタウンとなっている。

## 歴史
- 江戸時代末期、この地域は天領、尾張藩領であった。
- 1889年（明治22年）7月1日 - 町村制施行により、千疋村発足。
- 1897年（明治30年）4月1日 - 千疋村と植野村が合併し、千疋村となる。
- 1950年（昭和25年）8月10日 - 武儀郡関町に編入される。

## 学校
- 千疋村立千疋小学校（後の関市立千疋小学校。1963年に小金田小学校、千疋小学校、保戸島小学校が統合。現・関市立金竜小学校）
- 学校組合立東山中学校（山県郡厳美村・春近村・千疋村の組合立中学校。厳美村に存在）

## 神社・仏閣
- 八幡神社
- 蓮華寺